# Zuğaşi Berepe
Zuğaşi Berepe (лаз. «Дети моря») — турецкая рок-группа, основанная в 1993 году в Стамбуле по инициативе поэта и активиста Мехмедали Барыш Бешли и певца‑гитариста Кязыма Коюнджу. Она считается пионером направления «черноморский рок» (Karadeniz rock), сочетающего элементы рок-музыки и традиционной музыки восточного побережья Чёрного моря, особенно лазской. Группа стала важной частью лазского культурного движения по сохранению и популяризации лазского языка и культуры в Турции.

## Музыкальный стиль
Стиль Zuğaşi Berepe представляет собой синтез традиционной восточно чернаторской музыки и рок-музыки. В раннем творчестве группа сочетала элементы фолк-рока и хард-рока, активно используя традиционные инструменты региона (в частности кеманча и тулум) вместе с электрогитарой, басом и ударными. В тексты многих песен были включены лазские народные мотивы и анонимные композиции. Например, в альбоме «Va Mişkunan» (1995) большинство песен написано Барышем Бешли, но есть также переработки народных песен, в том числе собранных видным лазским музыкантом, художником и фольклористом Хасан Хелимиши. Во втором альбоме «İgzas» (1998) заметно влияние прогрессив-рока и электронной музыки: звучание стало более экспериментальным и современным. Примечательно, что оба альбома содержали песни на нескольких языках: главным образом на лазском, но также на мегрельском, турецком и амшенском (языке представителей этнической группы амшенцев в Турции), а первый альбом включает несколько треков на грузинском языке. Наиболее известный сингл группы «Va Mişkunan» («Не знаем») получил музыкальный видеоклип — первый в истории лазскоязычного рока. Такой подход позволил группе привлечь внимание не только фанатов рока, но и публики, интересующейся фольклором Черноморского региона.

## История создания группы
В начале 1990-х годов молодые активисты, стремясь вернуть лазский язык в современный культурный оборот, объединились вокруг рок-музыки. В марте 1993 года Мехмедали Барыш Бешли и Кязым Коюнджу организовали проект «ŞKU» (буквально «Мы»), который уже в 1994 году преобразовался в группу «Zuğaşi Berepe». Под таким названием коллектив стал выступать на концертах в разных городах Турции. Первоначальной идеей дуэта было создание инди/гранж-группы, вдохновлённой такими сэттлскими коллективами, как Nirvana. Однако в процессе взаимодействия с лейблами их музыкальная концепция претерпела изменения: вместо обычной рок-группы они стали «лазской рок-группой».
В конце 1994 года группа подписала контракт с лейблом Anadolu Müzik и к апрелю 1995 года выпустила дебютный альбом «Va Mişkunan». Параллельно с этим Бешли занимался лазской публицистикой (в 1993 году он участвовал в запуске первого лазскоязычного журнала Ogni) и в 1994 году даже был подвергнут суду по обвинению в «лазском сепаратизме», однако был оправдан.
После выхода '«Va Mişkunan»' в 1995 году коллектив продолжил активную концертную деятельность. В 1996-1997 годах к группе присоединились новые музыканты: Гюрсой Танч, Угурджан Сезен, Джафер Ишен, Мурат Дилек, а также виртуоз тулума Махмут Туран, который участвовал в записи первого альбома. Этот период отличился множеством живых выступлений, привлекших интерес молодёжной аудитории и направивших черноморскую музыку в новое русло. В начале 1998 года Zuğaşi Berepe начала запись второго альбома с новой продюсерской командой (лейбл Ada Müzik). Перед выпуском альбома группа дала концерт в Брюсселе (Бельгия), где впервые представила будущие песни на сцене; запись этого выступления позже вышла отдельным релизом Bruxel-Live ограниченным тиражом. 1 декабря 1998 года был официально опубликован студийный альбом «İgzas» (название означает «Идёт» на лазском). После выхода İgzas деятельность Zuğaşi Berepe завершилась: в конце 1998 года, по собственным заявлениям Кязым Коюнджу, группа прекратила существование, а сам он впоследствии сосредоточился на сольной карьере.

## Состав участников и биографии ключевых музыкантов
Основой коллектива были:
- Мехмедали Барыш Бешли (р. 1970) — вокалист и поэт, один из основателей группы. Родился в районе Чайели (провинция Ризе) в лазской семье. Автор подавляющего большинства текстов группы, активный общественный деятель. Позже основал лазский журнал Ogni и стал первым президентом «Общество лазской культуры».
- Кязым Коюнджу (1971—2005) — гитарист, композитор и вокалист. Родом из города Хопа (провинция Артвин). Своими песнями и сценическим образом он создал собственный стиль, синтезируя традиционную музыку Восточного Черноморья и рок. После распада Zuğaşi Berepe Коюнджу стал известен по сольным альбомам и прославился в масштабах всей Турции.
- Ильхан Карахан — гитарист, присоединился к группе в 1994 году. Совместно с Метином Калачем сформировал ритм-секцию в первоначальном составе Zuğaşi Berepe.
- Метин Калач — барабанщик, вошёл в состав в 1994 году.
- Махмут Туран (р. 1958) — виртуоз тулума. В 1996—1997 годах стал полноправным участником группы, привнеся в звучание аутентичный фольклорный колорит.
- Мурат Дилек, Джафер Ишен, Гюрсой Танч, Угурджан Сезен — музыканты, вступившие в коллектив в поздний период (1996-97 гг.). Внесли дополнительную многоголосие и разнообразие в аранжировки поздних песен.

Каждый из членов Zuğaşi Berepe участвовал в формировании уникального звучания группы. В частности, Бешли отвечал за идеологию и тексты, Коюнджу — за мелодии и вокал, а Махмут Туран — за аутентичные фольклорные элементы. После распада группы многие из них продолжили музыкальную карьеру в других проектах или занялись активизмом.

## Дискография
Группа записала два альбома: «Va Mişkunan» (1995, Anadolu Müzik) и «İgzas» (1998, Ada Müzik). Несмотря на ограниченные коммерческие успехи, обе пластинки получили высокую оценку критиков и оказали влияние на формирование жанра Karadeniz rock.
- 1995 — Va Mişkunan (Anadolu Müzik). Дебютный альбом группы, вышедший 2 августа 1995 года. На лазском языке Va Mişkunan означает «Мы не знаем». Это первый в истории рок-альбом на лазском языке. Платформа объединила 8 треков, исполненных главным образом на лазском, но также на мегрельском, турецком, амшенском и грузинском языках. В музыке отчетливо слышен синтез народных мотивов Восточного Черноморья и энергичного рока, присутствуют партии тулума и кеменча на фоне электрогитар. Один из ранних примеров подобной интеграции — песня «Avlaskani Cuncli»[1]. Вышедший до альбома одноимённый сингл «Va Mişkunan» получил видеоклип в июне 1995 года, а сам альбом считается отправной точкой «новой карденизской музыки» (современного черноморского рока). В альбом также вошли треки с левыми политическими посылами.
- 1998 — İgzas (Ada Müzik). Второй и последний студийный альбом группы вышел 1 декабря 1998 года. Название İgzas переводится с лазского как «Идёт». В записи участвовало 9 треков; аранжировки стали более экспериментальными — в звучание введены элементы прогрессив-рока и электронной музыки. Подобно дебюту, альбом включает песни преимущественно на лазском, а также на амшенском и грузинском языках, при этом в одном треке («Anlat Bana») звучит турецкий текст (исполняет сам Койунджу). За месяц до официального релиза группа представила будущие песни на концерте в Брюсселе (Бельгия) — запись этого живого выступления (двух треков) затем вышла отдельным EP Bruxel-Live. После выхода İgzas в конце 1998 года Zuğaşi Berepe окончательно прекратила деятельность.

## Участие в движении за сохранение лазской идентичности
Zuğaşi Berepe была не просто музыкальным проектом, но и частью лазского культурного движения 1990-х годов. Группа и её участники активно участвовали в движении за сохранение лазского языка и культуры. Так, её название и стихи всегда были пропитаны осознанием исчезающего статуса родного языка: коллектив считается одним из важнейших в «возвращении» лазского языка широкой аудитории. Лидер группы Мехмедали Барыш Бешли лично способствовал лазскому активизму: он был сооснователем первого лазскоязычного журнала Ogni (1993) и возглавил создание «Общество лазской культуры» в 2008 году. Эти инициативы предлагали образовательные и просветительские проекты для лазского сообщества. Сам факт исполнения рок-песен на лазском явился политическим жестом: группа подвергалась надзору властей (в 1994 году Барыш Бешли был обвинён в «лазском сепаратизме», но оправдан).
Музыкальное творчество группы также укрепило чувство общности среди лазов и сопредельных народов. Например, анализ лазского культурного движения подчёркивает, что появление Zuğaşi Berepe в 1990-е стало «ещё одним рубежом» в истории движения. Песни группы, наполненные лозунгами и обобщениями, способствовали интересу к лазскому наследию. Параллельно их инструментальное решение — использование тулума — само по себе вдохновило молодёжь осваивать традиционные инструменты Черноморья: «возрождение интереса к игре на тулуме началось именно с черноморских рок-записей» Zuğaşi Berepe (и сопутствующих проектов).

## Влияние на развитие рок-сцены Турции
Несмотря на короткий период активности, Zuğaşi Berepe оказала заметное влияние на музыкальную сцену Турции. Их синтез фолка Черноморья и рока предвосхитил тренд на этно-рок, который стал особенно популярен в 2000-х годах. Дебютный альбом Va Mişkunan часто называют «отправной точкой современной карденизской музыки». Группа привлекла внимание молодёжи и вдохнула новую жизнь в черноморскую стилистику — по признанию современников, они «отвели карденизскую музыку в ином направлении». Во многом в этом преуспел и Кязым Коюнджу, продолживший карьеру после распада коллектива и ставший народным кумиром. Его хит «Didou Nana» (из сольного репертуара) помог популяризовать лазский язык среди широкой аудитории.
Другими словами, Zuğaşi Berepe заложили основы для последующих черноморских рок-исполнителей: их творчество вдохновило более поздних музыкантов (таких как Бирол Топалоглу и Гёкхан Бирбен). Появление группы также стало частью более широкой волны этно-культурных рок-коллективов (сопоставимых по духу с такими ансамблями, как левоориентированная Grup Yorum), которые в конце 1990-х — начале 2000-х заигрывали с народными темами. Zuğaşi Berepe вывела на рок-сцену новый пласт сюжетов и звуков, укрепив идею о том, что традиционные народные мотивы могут органично сочетаться с современными рок-ритмами.